# Frente Popular Galega
A Frente Popular Galega é um partido político galego de esquerda revolucionária e independentista. A sua organização juvenil é Xeira.
A sua ação política guia-se pelos princípios de: independência nacional, socialismo, anticolonialismo, democracia popular, anti-imperialismo, solidariedade internacionalista e auto-organização.

## História
Em 1986, a UPG e o BNG aceitam participar no Parlamento Galego, levando lá a Xosé Manuel Beiras. Também aceitam, após uma muito polémica votação, obedecer a Constituição Espanhola, o que provoca que 13 membros do Comité Central, liderados por Mariano Abalo, e várias dúzias de militantes deixem a UPG, constituindo o Coletivo Comunista 22 de Março. Em 25 de julho de 1986, este coletivo transforma-se no Partido Comunista de Libertação Nacional, ou PCLN. Na III Assembleia Nacional do BNG, o PCLN é expulsado da organização por este ter pedido o voto para HB nas eleições europeias.
Em Julho de 1987, numa Assembleia Fundacional decorrida na Faculdade de História da Universidade de Santiago de Compostela, o PCLN e a Galiza Ceive-OLN formam a Frente Popular Galega .
Em junho de 1989 sofre a cisão dos sectores que apoiavam a luta armada do EGPGC, que passam a constituir a Assembleia do Povo Unido. A partir daí pode-se falar de uma nova FPG, incorporando, em 1992, o sector procedente da velha Galicia Ceibe (OLN), formado por Xosé Luís Méndez Ferrín, Garcia Crego e Carmen Granha. Neste momento, a FPG deixa de ser uma frente para se transformar, de facto, num partido.
A chamada Posição Soto (1992) marcará o horizonte estratégico desta nova etapa, em que procura uma aproximação com o BNG, chegando a solicitar formalmente a integração, sem êxito, em 1994. Na referida Posição Soto, a FPG propõe uma frente ampla que inclua todo o espectro à esquerda do PSOE: BNG, PSG-EG, APU, PG, IU, PCPG, Inzar, PCE(r) etc.

## Evolução do voto
Nas eleições para o Parlamento de Galiza de 2001, obteve 3176 votos (0,3%). Nas eleições gerais de 2004 teve 2257 votos (0,12%). Nas eleições municipais de 2003 obteve um assento por Cangas. Nas eleições autonómicas de 2005 conseguiu 2982 votos (0,2%).
Nas eleições municipais de 2007 presentou-se em Vigo, onde contou com 549 votos (0,36%), e em Cangas, dentro da coalizão Alternativa Canguesa de Esquerdas (FPG, PCPG, EU), que contou com 1890 votos (13,1%) e 3 concelheiros, o que supôs a entrada no governo municipal, convertendo-se o líder da FPG, Mariano Abalo, em concelheiro de urbanismo de Cangas.
Nas eleições nacionais 2009,foi apresentado Xosé Luís Méndez Ferrín como candidato a presidente da Junta, enquanto que, para as eleições europeias de 2009, integrou-se na candidatura Iniciativa Internacionalista – A Solidariedade entre os Povos, indo doutra volta Méndez Ferrín no número 6 da mesma. Porem, o Tribunal Supremo, a instâncias do governo do PSOE, ilegalizou esta candidatura por estar, na opinião deles, promovida pela esquerda abertzale, considerada pela justiça espanhola como "contorno" da organização terrorista ETA. Após ser recorrida a sentença, o Tribunal Constitucional voltou a legalizar a candidatura.
Nas eleições municipais do 2011 presenta-se por primeira vez no concelho pontevedrino de Redondela, obtendo 613 votos e ficando muito perto de conseguir um concelheiro. Nestas mesmas eleições apresenta-se por segunda vez na cidade de Vigo, melhorando os resultados anteriores.

## Ligações
Web oficial da FPG
Web oficial de Xeira